# Heather Morris

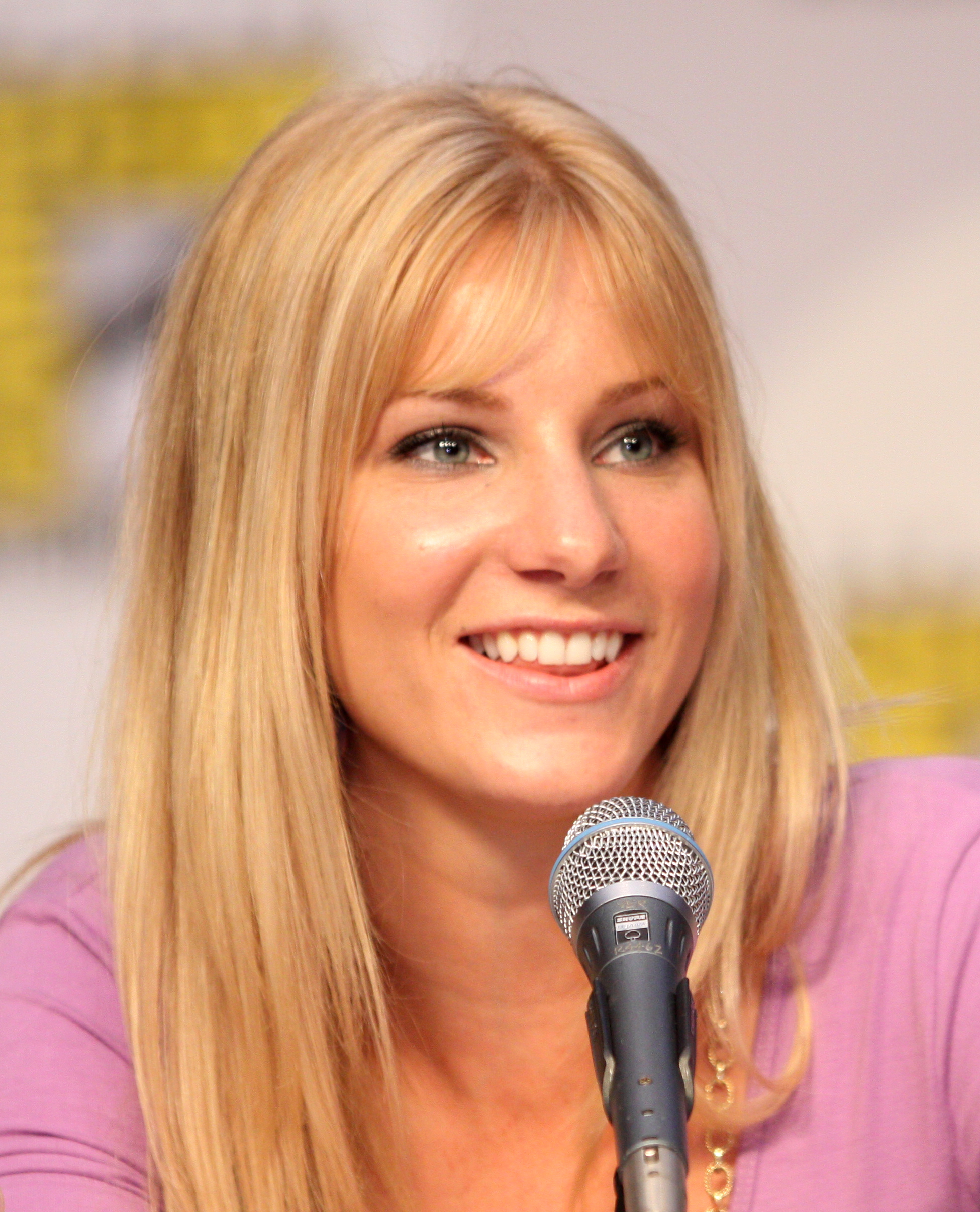
Heather Morris (2010)

Heather Elisabeth Morris (* 1. Februar 1987 in Thousand Oaks, Kalifornien) ist eine US-amerikanische Sängerin, Model, Tänzerin und Schauspielerin. Bekannt wurde sie durch ihre Rolle als Brittany Susan Pierce in der US-amerikanischen Serie Glee.

## Leben
Heather Morris wuchs in Scottsdale, Arizona, auf und begann im Alter von zwei Jahren zu tanzen. Außerdem nahm sie an vielen Tanz-Wettbewerben teil.
2006 zog sie nach Los Angeles. Dort hatte sie ihren ersten bedeutenden Auftritt in So You Think You Can Dance. Im Jahr 2007 hatte sie ihren Durchbruch als Tänzerin. Sie war eine von Beyoncés Background-Tänzerinnen in der „The Beyoncé Experience“-Welttournee.
Wie in der Serie Glee war Morris im wahren Leben mit Co-Darstellerin Naya Rivera befreundet, die im Juli 2020 tödlich verunglückte. Im September 2013 wurden sie und ihr Lebensgefährte, mit dem sie seit der Highschool liiert ist, Eltern eines Sohnes. Seit 2015 ist sie mit ihm verheiratet. Im Februar 2016 kam der zweite Sohn des Paares zur Welt.

## Filmografie (Auswahl)

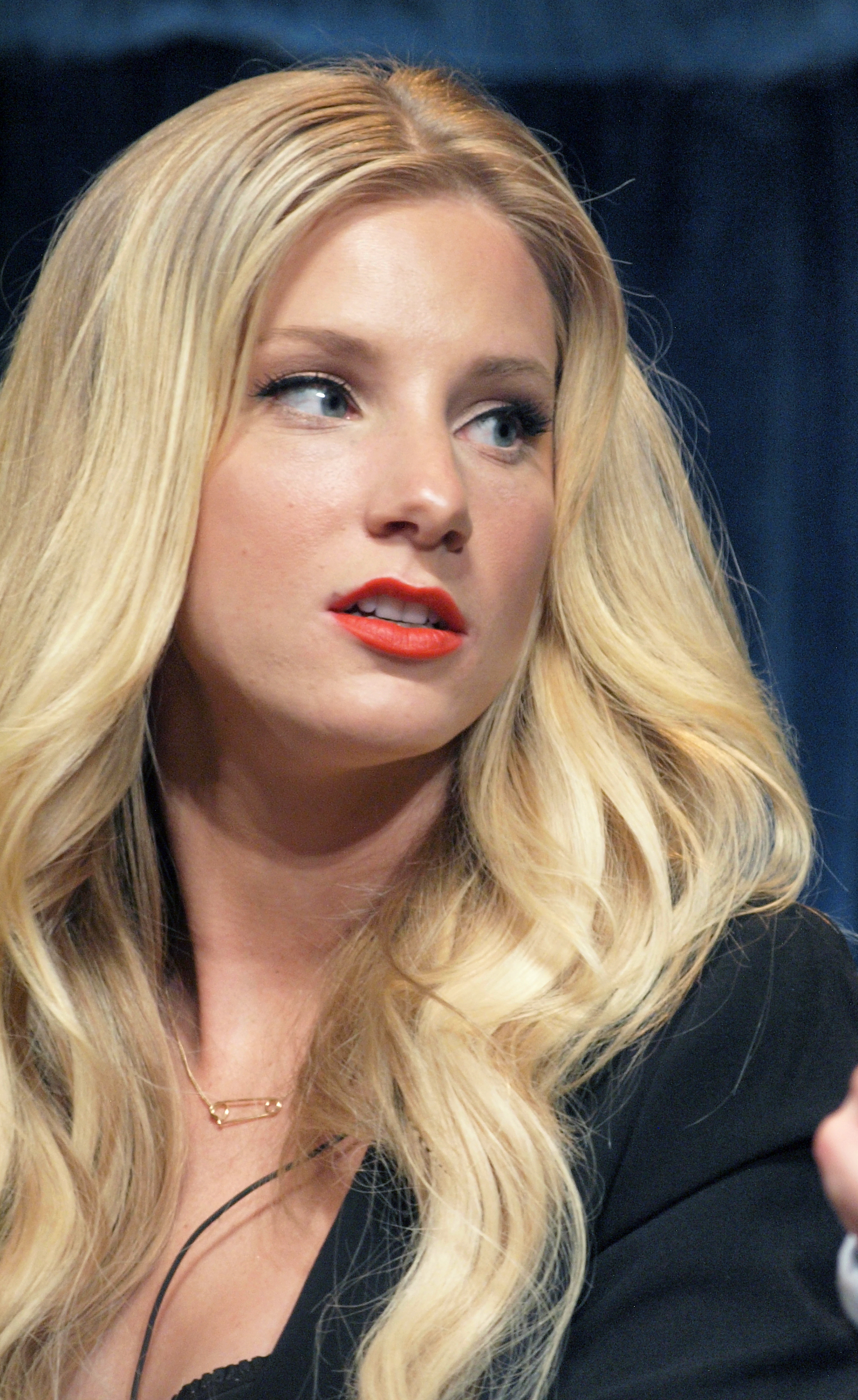
Heather Morris (2011)

- 2008: Swingtown (Fernsehserie, Episode 1x11 Get Down Tonight)
- 2008: Bedtime Stories
- 2008: Eli Stone (Fernsehserie, 2 Episoden)
- 2009: Fired Up!
- 2009–2015: Glee (Fernsehserie, 92 Episoden)
- 2010: How I Met Your Mother (Fernsehserie, Episode 5x12 Anzug aus!)
- 2011: The Elevator (Kurzfilm, auch Buch und Regie)
- 2011: Glee on Tour – Der 3D Film (Glee: The 3D Concert Movie)
- 2012: Ice Age 4 – Voll verschoben (Ice Age: Continental Drift, als Stimme des Mammut-Mädchens Katie)
- 2012: Spring Breakers
- 2015: Romantically Speaking (Fernsehfilm)
- 2016: The Cleansing Hour (Kurzfilm)
- 2016: LA LA Living (Fernsehserie, 3 Episoden)
- 2016: Go-Go Boy Interrupted (Fernsehserie, 3 Episoden)
- 2016: Most Likely to Die
- 2017: Folk Hero & Funny Guy
- 2017: Psycho Wedding Crasher (Fernsehfilm)
- 2017: Mondays (Fernsehserie, Episode 1x22 That Time When I Got Life Coached)
- 2018: I.R.L. (Fernsehserie, 9 Episoden)
- 2018: All Styles
- 2018: The Troupe (Fernsehserie, 3 Episoden)
- 2018: Pretty Little Stalker (The Danger of Positive Thinking)
- 2019: Dance with a Demon (Kurzfilm)
- 2019: Santa Fake
- 2021: Whitney Houston, Clean Bandit-How will I know (Official Video)
- 2022: Moon Manor
- 2022: Fatal Fandom (Fernsehfilm)
- 2023: Cora Bora

## Auszeichnungen
- 2011: Playhouse West Film Foundation 2011 PWFF Grand Jury Awards[4]